# Stinnett (Texas)
Pour les articles homonymes, voir Stinnett (homonymie).
La ville de Stinnett (en anglais [stɪˈnɛt]) est le siège du comté de Hutchinson, dans l’État du Texas, aux États-Unis. Sa population s’élevait à 1 881 habitants lors du recensement de 2010, estimée à 1 831 habitants en 2016.

## Galerie photographique

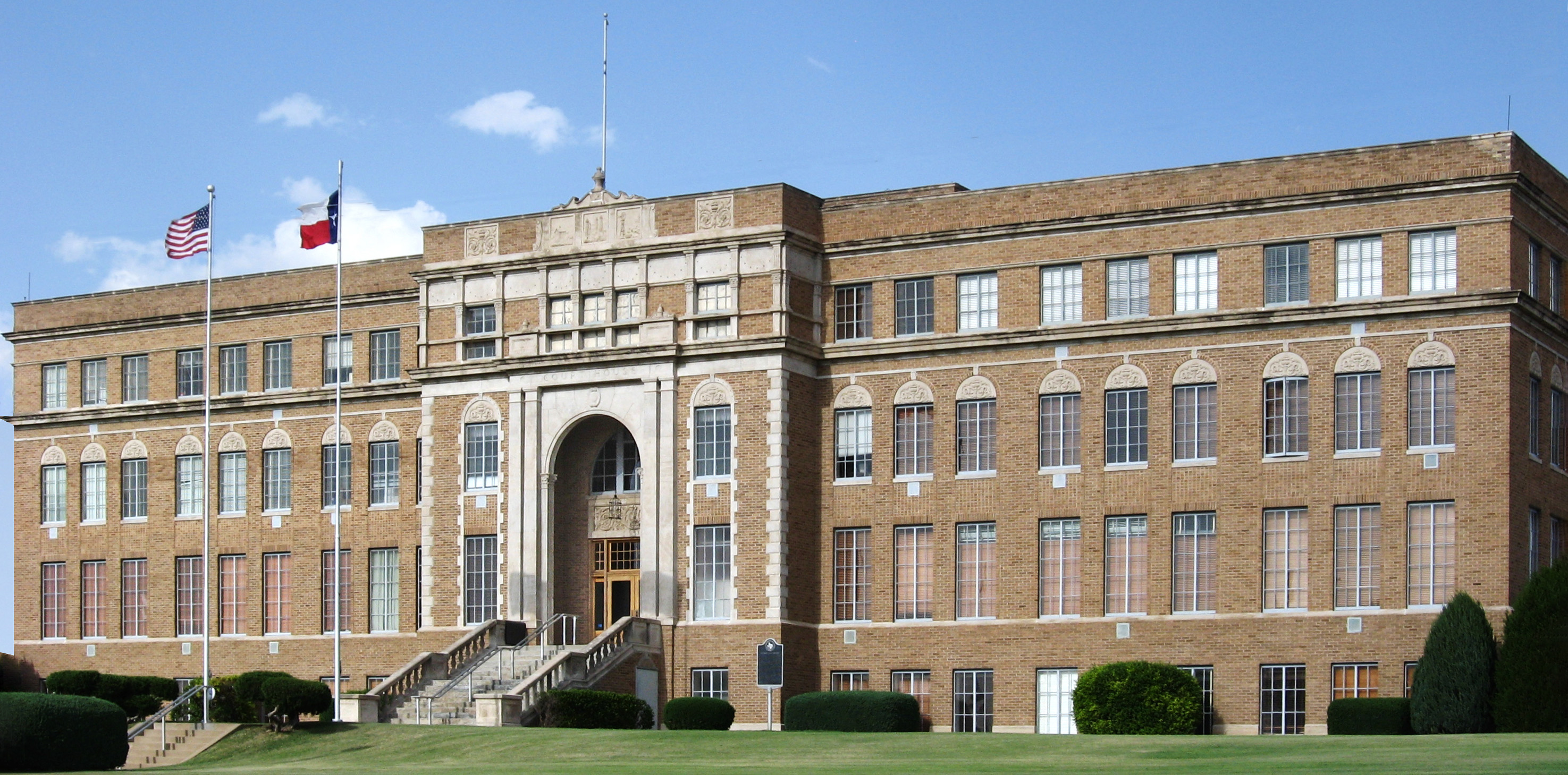
La cour de justice du comté.

## Source
- (en) Cet article est partiellement ou en totalité issu de l’article de Wikipédia en anglais intitulé « Stinnett, Texas » (voir la liste des auteurs).